# ペットボトル症候群
ペットボトル症候群（ペットボトルしょうこうぐん、英: Pet Bottle Syndrome）は、糖分を含むスポーツドリンク、清涼飲料水を大量に飲み続けることによって起こる、急性の糖尿病である。正式名称はソフトドリンク（清涼飲料水）・ケトアシドーシス。清涼飲料水ケトーシスとも呼ぶこともある。ソフトドリンクやスポーツドリンクの急激な大量摂取だけでなく、みかんの缶詰やアイスクリームなど、糖分の多い食品の大量摂食でも発症することが報告されている。

## 概要
1992年5月、聖マリアンナ医科大学の研究グループが報告し、糖尿病性ケトアシドーシスの症状となった若い人達の多くがペットボトルで清涼飲料水を飲んでいたことから命名された。
市販の清涼飲料水の多くは、糖質が100mLあたり10g程度と、かなり多く含まれている。スポーツドリンクには、たいてい100mLに6g程度の糖分が含まれている。ペットボトル飲料の普及とその手軽さから、知らないうちに過剰な糖分を摂取することになる。
ソフトドリンクを普段水代わりとして飲んでいる場合、1日に2L程度飲むと仮定すれば120 - 200gもの糖分を摂ることになり、熱量にして470 - 780kcal。WHO/FAOは、レポート『食事、栄養と慢性疾患の予防』（Diet、Nutrition and the Prevention of Chronic Diseases WHO/FAO 2002年）という報告書において、慢性疾患と高カロリー食の関連を指摘し、食事中の総熱量（総カロリー）に占める砂糖の熱量を10%（200 - 260kcal）以下にすることを推奨している。

## 発症メカニズム
高血糖によって引き起こされる喉の渇き（口渇）を、糖分を含有する清涼飲料水の飲用で癒やそうとするが、繰り返しの清涼飲料水の多飲により高血糖を引き起こし、高血糖が膵臓β細胞を疲弊させ、インスリン分泌不全を引き起こして糖が代謝されず、高血糖のままによる喉の渇きは解決せずさらなる高血糖がより喉の渇きを誘発し清涼飲料水の摂取が助長される。この悪循環が糖尿病性ケトアシドーシス（ペットボトル症候群）の発症につながる。高血糖であってもインスリンが欠乏するとインスリン感受性であるグルコーストランスポーターのGLUT4を介した細胞のグルコースの取り込みが困難となり、飢餓に陥った細胞にエネルギー源を供給するため肝臓で脂肪組織、遊離脂肪酸を酸化させてグルコースの代替品であるケトン体が大量につくられアシドーシスが亢進し糖尿病性ケトアシドーシスが発症する。このため、インスリン投与などによりインスリン分泌不全が解決される必要がある。

## 症状
糖尿病の一形態であるため基本的な症状は糖尿病と変わらない。
「喉の渇き」「倦怠感」「体重の急激な減少」など。典型的なのどの乾きの症状を単純な水分不足による喉の乾きと誤認し、更に清涼飲料水を飲むことで、いっそうの悪化を招く。
重篤な場合は、糖尿病性ケトアシドーシスとなり、「多尿」「嘔吐」「腹痛」「意識混濁」「昏睡（糖尿病性昏睡）」から死亡に至る事がある。

### 合併症
清涼飲料水の大量摂取が原因となっているが、基礎疾患として肥満、生活習慣病（メタボリックシンドローム）を有している例が多数報告されている。その為、基礎疾患の悪化のほかに、ケトーシス発症後に高カルシウム血症、高トリグリセライド血症、急性膵炎、大腸輪状潰瘍、高脂血症、肺梗塞などの合併症の発症も報告される。

## 関連文献
- 食べもの文化編集部『清涼飲料上手な飲み方選び方』芽ばえ社、2003年4月。ISBN 4-89579-267-6。ISBN 978-4-89579-267-7。